# Siete tribus eslavas

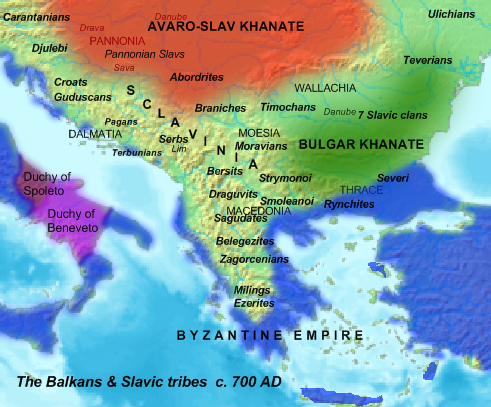
Las siete tribus eslavas durante la fundación del Primer Imperio búlgaro en 681

Las siete tribus eslavas o siete clanes eslavos (en búlgaro: Седемте славянски племена, Sedemte slavyanski plemena, o Седемте рода, Sedemte roda) fue una unión de tribus de la llanura danubiana que participó, junto a los búlgaros de Asparuh, en la formación del Primer Imperio búlgaro en 680−681. La unión surgió a mediados del siglo VII y recibió ataques del imperio bizantino desde su mismo establecimiento.
Los búlgaros cruzaron el Danubio circa 670. Las siete tribus eslavas se aliaron con ellos y aceptaron la soberanía del Jan Asparuh, según Teófanes. Juntos, búlgaros y eslavos vencieron a los bizantinos en la batalla de Ongal. Tras esto, las siete tribus se encargaron de proteger el nuevo janato búlgaro de los ávaros en sus fronteras occidental y noroccidental (esto es, el curso del río Iskar hasta su desembocadura en el Danube), así como en algunos pasos de las montañas balcánicas, mientras que la tribu de los severi, cuya participación en la unión se desconoce, guardaba la parte oriental de las montañas.
Los búlgaros, por ser menos numerosos, fueron gradualmente asimilados por los eslavos. Para el siglo X, ya habían adoptado una lengua eslava, mientras que el bulgárico quedaba extinto. La cristianización de Bulgaria bajo Boris I también contribuyó a la homogeneización cultural entre búlgaros y eslavos. Así, las siete tribus eslavas, juntos con otras tribus eslavas del imperio búlgaro, gradualmente se fundieron para dar lugar al pueblo búlgaro.